# Tianyuraptor ostromi
Tianyuraptor ostromi és un gènere representat per una única espècie de dinosaure teròpode dromeosàurid, que va viure a mitjan període Cretaci, fa aproximadament 122 milions d'anys durant l'Aptià, en el que és avui Àsia. El nom genèric de Tianyuraptor combina el vocable Tianyu, que fa referència al Museu Shandong Tianyu de la Naturalesa on l'holotip aquesta guardat, amb raptor, la paraula llatina per a depredador, que refereix a l'acció de captura de la presa, epítet freqüent en els noms dels dromeosàurids.
L'epítet específic, ostromi, és en honor de John Ostrom (1928-2005), que va contribuir enormement en l'estudi dels dromeosàurids i especialment en Deinonychus i els dinosaures amb plomes.